# Ruine Haimburg
Die Ruine Haimburg, auch Homburg, Homberg, Hainberg oder Hainburg genannt, ist Ruine einer Höhenburg am Ende einer 530 m ü. NN hohen vorspringenden Bergzunge über dem Steilabfall zum Eyachtal 2,5 Kilometer westlich der baden-württembergischen Gemeinde Grosselfingen im Zollernalbkreis.
Die Burg wurde 1275 bis 1325 von Graf Friedrich VI. Graf von Zollern erbaut und 1344 erwähnt, danach zerstört. Anno 1420 wurde sie von Konrad von Bubenhofen wieder aufgebaut und noch 1465 genutzt.
Von der kleinen Anlage sind noch Reste der Schildmauer, des Halsgrabens und den beiden polygonalen Ringmauern erhalten.
Die Ruine befindet sich in Privatbesitz und darf wegen Einsturzgefahr aus Sicherheitsgründen nicht mehr besucht werden.